# Poľana
Poľana este o arie protejată (arie de protecție specială avifaunistică — SPA) din Slovacia întinsă pe o suprafață de 32.188,38 ha, integral pe uscat.

## Localizare
Centrul sitului Poľana este situat la coordonatele 48°38′06″N 19°27′19″E / 48.635016°N 19.455249°E.

## Înființare
Situl Poľana a fost declarat arie de protecție specială avifaunistică în iulie 2003 pentru a proteja 1 specie de plante și 29 de specii de animale.

## Biodiversitate
Situată în ecoregiunea alpină, aria protejată conține 17 habitate naturale: Păduri aluvionare cu Alnus glutinosa și Fraxinus excelsior (Alno-Padion, Alnion incanae, Salicion albae), Păduri pe pante, grohotișuri și ravene de Tilio-Acerion, Păduri acidofile de Picea de la nivel montan la nivel alpin (Vaccinio-Piceetea), Păduri de fag Asperulo-Fagetum, Pajiști stepice subpanonice, Formațiuni ierboase bogate în specii de Nardus, dezvoltate pe substraturi silicioase în zone montane (și în zone submontane, în Europa continentală), Fânețe montane, Peșteri inaccesibile publicului, Grohotișuri silicioase medio-europene, la altitudine înaltă, Păduri de fag subalpine medio-europene cu Acer și Rumex arifolius, Păduri panonice cu Quercus petraea și Carpinus betulus, Păduri de fag Luzulo-Fagetum, Mlaștini turboase de tranziție și turbării mișcătoare, Pante stâncoase silicioase cu vegetație casmofită, Pajiști cu Molinia pe soluri calcaroase, turboase sau argilos-nămoloase (Molinion caeruleae), Fânețe de joasă altitudine (Alopecurus pratensis, Sanguisorba officinalis), Liziere de ierburi înalte hidrofile de câmpie și de nivel montan până la alpin.
La baza desemnării sitului se află mai multe specii protejate:
- plante (1): Campanula serrata
- păsări (16): cocoșul de mesteacăn (Bonasa bonasia), prepeliță (Coturnix coturnix), cristeiul de câmp (Crex crex), ciocănitoare cu spate alb (Dendrocopos leucotos), ciocănitoare de grădină (Dendrocopos syriacus), ciocănitoare neagră (Dryocopus martius), muscar-gulerat (Ficedula albicollis), muscar (Ficedula parva), capîntortură (Jynx torquilla), sfrânciocul cu frunte neagră (Lanius minor), ciocârlie de pădure (Lullula arborea), viespar (Pernis apivorus), ciocănitoare de munte (Picoides tridactylus), ciocănitoare verzuie (Picus canus), mărăcinar negru (Saxicola torquatus),  cocoș de munte (Tetrao urogallus)
- amfibieni (2): izvoraș-cu-burta-galbenă (Bombina variegata), Triturus montandoni
- mamifere (8): liliac cârn (Barbastella barbastellus), lupul (Canis lupus), vidră de râu (Lutra lutra), râs eurasiatic (Lynx lynx), liliac cărămiziu (Myotis emarginatus), liliac comun (Myotis myotis), liliacul mic cu potcoavă (Rhinolophus hipposideros), urs brun (Ursus arctos)
- nevertebrate (3): Carabus variolosus, Cucujus cinnaberinus, Rosalia alpina

Pe lângă speciile protejate, pe teritoriul sitului au mai fost identificate 33 de specii de plante, 4 specii de amfibieni, 12 specii de mamifere, 8 specii de reptile.